# Liste der Stolpersteine in Winningen
Die Liste der Stolpersteine in Winningen enthält die Stolpersteine, die von dem Künstler Gunter Demnig in der Gemeinde Winningen im Landkreis Mayen-Koblenz verlegt wurden. Sie sollen an die Opfer des Nationalsozialismus erinnern, die in Winningen ihren letzten bekannten Wohnsitz hatten.

## Verlegte Stolpersteine
| Adresse                  | Name              | Inschrift | Verlegedatum  | Bild | Anmerkung |
| ------------------------ | ----------------- | --- | ------------- | ---- | --------- |
| Kirchstraße 5 (Standort) | Elisabeth Müller  | Hier wohnte Elisabeth Müller Jg. 1875 im Widerstand verhaftet 1941 Gefängnis Koblenz 1942 Ravensbrück 1944 Auschwitz befreit tot 25.3.1945  | 27. Okt. 2020 |      | [ 2 ]     |
| Kirchstraße 5 (Standort) | Friedrich Schauss | Hier wohnte Pfarrer Friedrich Schauss Jg. 1891 im Widerstand verhaftet 1940 Gestapohaft Koblenz Besoldungssperre 1941 Pfarrstelle gekündigt | 27. Okt. 2020 |      | [ 2 ]     |
| Bachstraße 62            | Hermann Kröber    | Hier wohnte Hermann Kröber Jg. 1860 Seit 1897 mehrmals Heilanstalt Andernach ´verlegt´ 7. Mai 1941 Hadamar Ermordet 7. Mai 1941 ´Aktion T4´ | 02.02.2023    |      | [ 3 ]     |
| Kirchstraße 14           | Margerete Gail    | Hier wohnte Margarete Gail Jg. 1909 Zwangssterilisiert 3.3.1938 Evangelisches Stift St. Martin Koblenz                                      | 19.03.2024    |      | [ 4 ]     |